# 教えて!ニュースライブ 正義のミカタ
『教えて!ニュースライブ 正義のミカタ』（おしえて ニュースライブ せいぎのミカタ）は、朝日放送テレビ（ABCテレビ）で2014年4月5日から放送されているニュース情報番組。

## 概要
朝日放送は、2014年上半期番組編成にて、土曜午前の放送枠での再放送枠を撤退して『見知らぬ関西新発見!みしらん』終了以来、半年振りに新規番組として生放送で新たなニュース情報バラエティ番組を新設する事を発表した。
番組MCにはお笑いタレントの東野を起用した。東野がニュースを扱う番組のメインキャスターを担当するのは、朝日放送は初と銘打っているが、『2時ワクッ!』（関西テレビ）以来、9年3ヶ月振りとなった。
番組構成は、「正義の味方がニュースに悩むあなたを救う」というコンセプトの下に、政治・経済・スポーツ・芸能などの話題に関する「ミカタ（見方）」を、「正義の味方」と称する専門家が解説を交えながら紹介する。番組のタイトルにちなんで、番組宣伝や広告には赤いマフラーを首に巻いた姿で登場しており、番組初期は「正義の味方（コメンテーター）」も着座している雛壇と同じ色の物を身に付けていた。
毎年年末はスペシャル企画として、12月第3週（まれに第4週の場合あり）の放送で放送時間を大幅に拡大し、11:45 - 12:00の全国ニュースを挟んで13:00まで3時間半の特別番組を編成している（ただしネット局によっては通常枠の90分で終了する場合あり）。通常より多くのコメンテーターをゲストに招き各人プレゼンを行ってもらった上で、パネリストから最も高く評価されたコメンテーターに対し、金のマフラーを贈呈している。年始は基本的に1月第2週からの放送だが、2025年は第1週（1月4日）から放送を行い、当日は「朝だ!生です旅サラダ」の枠も含めた3時間スペシャルとして放送した（詳細は後述）。
番組開始当初は視聴者からニュースに関して知りたいことや、「正義の味方」に調べて欲しいことを番組Webサイト上で募り、「出動!〜のミカタ」というロケ企画に反映させたうえで、「正義の味方」からテーマに見合ったメンバーがロケ先に赴くVTR企画が存在した。後に番組構成の見直しで、ロケコーナー機会は減ったが、番組開始時から出演しているほんこんと中間は専門家と現場取材に赴く事があった。また、ほんこんはこの番組に出演し、前述のロケ企画で在韓日本国大使館の慰安婦像設置状況と徴用工訴訟問題事を契機に能動的に勉学した上で、当該番組で番組ディレクターと2019年2月米朝首脳会談の現地取材に行った際、日本の大手メディアの殆どが参加出来なかったドナルド・トランプアメリカ合衆国大統領の単独会見に参加する事となった。2021年4月から、当該番組の公式Twitterアカウントは開始したが、この出来事以前からほんこんの国内・国際情勢に対しての見識や主張をほんこん個人のTwitterアカウントでツイートしていたこともあり、Twitterでの視聴者トレンドで話題になっていた事で、ほんこんはニュース関連の著作を出版する迄となった。
その後、朝日放送のキー局に当たるテレビ朝日が2017年10月改編にて『題名のない音楽会』の放送枠移動を発表したが、別の放送枠での編成のため、同時ネット局への影響は無い。
長年に渡って、TVer（在京民放キー局5社共同運営）などといった動画配信サービスでの配信は行っていなかったが、2023年4月からTVerでの見逃し配信に対応することを同年3月に発表した。TVerでは放送当日16時ごろから一週間、視聴が可能となっている。

### 関西地区での視聴率
番組開始当初は視聴率が3 - 4%台（ビデオリサーチ調べ、関西地区・世帯・リアルタイム、以下略）と『あさパラ!』と『せやねん!・第1部』に苦戦していたが、2014年秋頃になると徐々に上昇するようになり、2014年12月27日には6.2%を記録した。
さらに2015年に入ると6%台をキープするようになり、同年7月4日放送分では7.9%と番組最高視聴率を記録した。以降、当該番組の数字は7%台後半から8%台で安定的に稼ぐようになった。
しかし、後年に2020年からビデオリサーチの視聴率調査方法が変更されて、世帯視聴率よりも個人視聴率を重きを置いた方法となり、朝日放送局舎内のエレベーターに掲示されている視聴率結果ポスターにて、特にF・M1層の視聴率が1%も満たないことが判明したため、後述の2021年4月からテコ入れとして出演者のリニューアルが図られた。

## 出演者
2020年4月11日の緊急事態宣言以降、同年5月29日の放送まで、出演者の東阪間移動自粛のため、東京居住の東野、ほんこん、中間と専門家は朝日放送東京支社が入居する、港区浜松町の「日本生命浜松町クレアタワー」の会議室から出演していた。コメンテーターは、緊急事態宣言直前の同年4月4日からスタジオでの三密を防ぐため、雛壇を廃止し、翌週以降から出演者の東阪間の移動自粛以後、大阪在住のオール巨人以外出演していなかったが6月27日放送分から復活。同局は翌2021年の再宣言以後、演者に対しての東阪間移動自粛対応は行っていない。
現在は、コメンテーターは雛壇で着席しているが、特に同列では横の間隔を大きく空けて座っている。また、パネリストもそれまでは全員が同一テーブルで横一列で座っていたが、テーブルは個別とし、コメンテーターのように二列で間隔をずらして座っている（ただし段差はなくフラット）。さらに、それまで東野と並んで立っていたアシスタントの加藤も同様にスタジオでの三密を防ぐため、スタジオ内のセットとは別の場所で単独で映るようになっていたが、2023年5月13日放送分からアシスタントの加藤は元のスタジオ内に戻った。

### 現在

#### キャスター
- 東野幸治

#### アシスタント
- 東瑠伽（朝日放送テレビアナウンサー。2025年4月 - ）

#### 正義の味方（コメンテーター）
レギュラー（毎週出演）
- 藤井聡[注 10]（政治・経済担当）
- 高橋洋一[注 11]（政治・経済担当）

その他の正義の味方（その週のテーマにより出演。下記以外のコメンテーターが出演することも多い）
- 政治：泉宏、 宮崎謙介、青山和弘
- 経済：斉藤賢爾（ブロックチェーン）、野村直之（人工知能研究）、井上久男、馬渕磨理子、森永康平
- 軍事：小原凡司、黒井文太郎、半田滋、山内敏秀、高橋浩祐
- 宇宙：佐伯和人（宇宙地球科学）
- 沖縄：惠隆之介
- 安全保障：森本敏、小川和久、山田吉彦、桒原響子
- 国際連合・国際連盟：川端清隆、古川勝久
- アメリカ：堀田佳男、ロバート・D・エルドリッヂ 、中林美恵子、前嶋和弘、冷泉彰彦、ジョナサン・ソーブル
- 韓国：朴一、武藤正敏、金慶珠、辺真一
- 北朝鮮：辺真一、高英起、李相哲、島田洋一
- 中国：石平、富坂聰、有本香、福島香織、近藤大介、安田峰俊
- インド：サンジーヴ・スィンハ
- フィリピン：柴田直治
- マレーシア：加藤暁子
- ミャンマー：伊野憲治
- パキスタン：山根聡
- 中東：高橋和夫、畑中美樹、佐々木伸
- アゼルバイジャン：アリベイ・マムマドフ、廣瀬陽子
- 欧州：笠原敏彦、奥野良知（スペイン）、庄司克宏、佐藤伸行（ドイツ）
- ロシア：小泉悠、河東哲夫
- アフリカ：ムウェテ・ムルアカ、白戸圭一、岡倉登志（エチオピア）
- メキシコ：工藤律子
- 南米：アンジェロ・イシ、坂口安紀
- パプワニューギニア：バハウ・サイモン・ピーター
- 情報技術：山田敏弘、上原哲太郎、小林雅一（情報セキュリティ）
- 医療：木村盛世、宮沢孝幸、内田智士（京都府立医科大学医学研究科 准教授）、和田秀樹
- 河川土木技術：池内幸司
- 物流：角井亮一
- 環境・地球科学：鎌田浩毅、杉山大志、竹内純子
- 観光・交通：鳥海高太朗
- 労働：太田肇
- 農業：松平尚也
- 皇室：所功、近重幸哉（女性自身皇室担当記者）
- イギリス王室：多賀幹子、にしぐち瑞穂（英国王室ウォッチャー、スタイリスト）

#### パネリスト
レギュラーメンバーはゲストの隣に座る事がほとんどである。2021年4月24日放送分以後、東京居住の週替わりレギュラーの出演は殆ど無くなった。
レギュラー
- 海原ともこ（海原やすよ・ともこ）
- ほんこん
- 中間淳太[注 12]（WEST.）

週替りレギュラー
- オール巨人（オール阪神・巨人） - 2014年4月 -
- 加藤雅也 - 2017年4月 - 2021年4月17日、7月2日

ゲスト
- 東京ホテイソン - 2021年1月8日
- 紫吹淳 - 2021年4月3日、6月19日、9月4日、10月23日
- 鷲見玲奈 - 2021年4月3日、5月15日[16]、6月12日、9月18日
- トリンドル玲奈 - 2021年4月10日、8月7日、11月6日
- 柏木由紀 - 2021年4月17日、6月5日、9月4日、10月30日
- 小田井涼平（純烈） - 2021年4月24日、6月12日、10月16日
- 松村沙友理（元乃木坂46）[注 13] - 2021年4月24日、5月29日、9月25日、10月23日
- アンミカ - 2021年5月1日、9月11日、11月6日
- 古川優奈（ゆうちゃみ）- 2021年5月1日、7月10日
- 北斗晶 - 2021年5月8日
- 王林 - 2021年5月8日、6月19日、9月11日、10月16日
- 坂下千里子 - 2021年5月15日、2022年12月24日
- ほのか - 2021年5月22日
- 三山ひろし - 2021年5月29日、9月11日
- かたせ梨乃 - 2021年6月26日
- 豊崎由里絵 - 2021年6月26日および2022年2月5日、7月9日、7月23日、10月29日
- 伊藤萌々香 - 2021年7月2日
- 橋本良亮（A.B.C-Z） - 2021年7月10日
- 丸山桂里奈 - 2021年8月7日
- 松尾諭 - 2021年10月2日
- 伊藤小春 - 2021年10月2日
- 千原せいじ - 2021年10月30日
- 眞鍋かをり - 2022年6月25日、9月17日、11月26日、2023年2月25日、5月20日、9月2日、11月18日
- ナジャ・グランディーバ - 2022年12月24日

#### ナレーター
- 畑中ふう
- 松井小織
- 上沢 貢

#### イラスト
番組では「画伯」と紹介。
- 竹若元博（バッファロー吾郎）
- シャンプーハット 恋さん
- 岩部彰（ミサイルマン）
- レイザーラモンHG[注 14]

### 過去

#### アシスタント
- 加藤明子（朝日放送テレビアナウンサー）

- 斎藤真美（朝日放送テレビアナウンサー）[注 15]
- 乾麻梨子（朝日放送テレビアナウンサー）[注 16]

#### 記者・論説委員
- 吉田文彦（当時：朝日新聞大阪本社論説副主幹[注 17]）[注 18]
- 中村通子（当時：朝日新聞大阪本社 科学医療部記者[注 19]）

#### スタジオ進行
- 岩本計介[注 20]（朝日放送テレビアナウンサー） - 2020年4月11日 - 5月30日

#### 正義の味方（コメンテーター）
- 宮崎哲弥（政治・経済担当）[注 21]※レギュラー - 2014年4月5日 - 2021年9月25日
- 大渕愛子（法律・社会担当）[注 22]
- 岡田斗司夫（オタキング）
- 政治：曽我豪、石橋文登、森川友義、中野寛成、伊藤惇夫、柿崎明二
- 経済：豊島逸夫、三橋貴明、渡邉哲也、森永卓郎、荻原博子
- 軍事：井上和彦 、田岡俊次
- 行政：佐々木信夫、橋本大二郎
- 刑事：小川泰平、飛松五男、出口保行（犯罪心理学）
- 社会：伊藤洋一、山縣文治（児童福祉）
- 外交：馬渕睦夫
- 安全保障：柳澤協二
- アメリカ：小西克哉、モーリー・ロバートソン、ジェフ・バーグランド、
- ロシア：下斗米伸夫、袴田茂樹、名越健郎
- 中東：後藤健二[注 23]、西谷文和、フマユン・A・ムガール
- 韓国：金香清、金明中
- 北朝鮮：宮塚利雄、五味洋治
- 中国：河添恵子、鳴霞、小口彦太（軍事刑法）
- 法律：三輪記子、角田龍平、萩谷麻衣子、郷原信郎
- 気象：正木明、鍋島美奈子（大阪市立大学大学院工学研究科 准教授）島村英紀（地震）、西村卓也（地震）、佐藤美嶺（地震）
- 医療：中原英臣、森田豊
- スポーツ：澤山璃奈、玉木正之、いとうみほ（フィギュアスケート担当）※ライターユニット「いとうやまね（いとうみほ＋山根誠司）」、岡田圭右（ますだおかだ）[17][注 24]
- 芸能：駒井千佳子 - 2014年4月5日 - 2018年3月※レギュラー出演

#### パネリスト
週替りレギュラー
- 田山涼成 - 2014年4月 - 2021年3月13日
- 武井壮[注 25] - 2017年4月 - 2021年3月20日
- 小手伸也 - 2020年6月17日 - 2021年3月6日
- 山村紅葉 - 2020年6月24日 - 2021年3月27日
- 大和田伸也 - 2014年4月 - 2017年3月
- 薬丸裕英 - 2014年4月 - 2017年3月
- 東幹久 - 2014年4月 - 2017年3月
- 松岡充 - 2014年4月 - 2017年3月
- 假屋崎省吾 - 2017年4月 - 2020年3月7日
- 羽田圭介 - 2017年4月 - 2020年3月28日
- 中間淳太を除くジャニーズWESTメンバー
- 桧山進次郎※スポーツ（主に日本プロ野球）を担当する週もあり[注 26] - 	2014年4月5日 - 2021年3月27日、7月17日[注 27]

## スタッフ
2024年7月6日時点

### 現在
- 構成：上室尚子、沢野緑、上地茂晴、崔益成・上野大輔（共に以前はリサーチ）
- ブレーン：亜蘭澄子
- SW：西良美和（関西東通）、小西剛生、下村剛司、芝田幸司（以前はCAM）、波田純一（下村・波田→以前はVE）、中本徹【週替り】
- SW/CAM：吉岡利晃（関西東通）【週替り】
- CAM：中西哲夫（関西東通）、柳川竜一、廣谷潤平、赤井佑、浜端陽子、橋本健一、金野兼吾、小倉起一【週替り】
- VE：虎城正仁、丸尾恵介、岡田光司、細川圭吾、鹿島友樹、高橋明鈴、宇佐美貴士、板谷諒介（岡田・宇佐美→以前はSW）【週替り】
- LD：重園裕治、遠山昇、安本雅司、岡崎麻衣、相澤裕一、高原大裕、山鬼大輝、津越彩奈、鈴木康司【週替り】
- MIX：田中直橘、西森大記、大山祐馬、岩橋貞成、井上典子、久野純、清水俊孝、山下真由、山本耕之【週替り】
- EED：松元篤史、塩川剛【毎週】、宇根風太、かどあい、南部紗希、吉見直樹【週替り】
- SE：片岡幸司
- MA：今中順也、小野慎也、福山裕貴、武中寛【週替り】
- 美術：大屋信徹（朝日放送テレビ）
- CG：木村卓、竹内淳
- 協力：関西東通、東通Infinity、SOUND-K、P-CUBE、一歩本舗、クラッチ.、ウォークオン【毎週】、ハートス、ビーオネスト、パブリックイメージ【週替り】
- 美術協力：有限会社まいど、グリーン・アート、アイネックス、インターナショナルクリエイティブ、新光企画、ビーム、東京衣裳、京阪商会、襷
- 映像提供：テレビ朝日
- 編成：森川亜紀（朝日放送テレビ）
- PR：小林加奈（朝日放送テレビ）
- デスク：田村圭（朝日放送テレビ）
- AP：藤田朱里
- FD：三瀬刀麻（クラッチ.、以前はAD）
- TK：森田弘美
- AD：高原修一、阪上光、天野恵太
- ディレクター：髙橋紀之・積拓矢（共に朝日放送テレビ、高橋名義で以前はCAM）【毎週】、北田浩平、堀内直樹、竹原岳志（パブリックイメージ）【週替り】
- チーフディレクター：香月クリストフ光（朝日放送テレビ、以前はディレクター）
- プロデューサー：渡辺文人・幡谷和久・山田浩仁（渡辺→以前はチーフディレクター、幡谷→一時離脱►復帰）（共に朝日放送テレビ）
- 制作著作：朝日放送テレビ(ABCテレビ)

### 過去
- 構成：杉本つよし
- CAM：森裕喜、世古章次、高橋慧美、薬師孝征、長野允那、山本久、川崎圭一郎、鵜沼都、松本譲二、錦戸浩司、知花裕樹、手塚西都子、香月崇志、岩井笙汰、西良美和（以前はSW）、高階一行、松木涼介、川崎拓真、藤本智也、細川貴史、中谷祐喜、名河内莉央、松岡俊樹
- MIX：佐藤雄亮、神田雅之、牛越大輔、滝川殻
- LD：濱名紘輔
- VE：谷口廣司、瀧晃一
- EED：笠井拓郎、足立広輔、もたい英輔、西本武史、更井えりな、酒井廉、坂上莉奈、岡村瞳
- MA：武田寛
- 美術：口井雅弘（朝日放送テレビ）
- 協力：キューマン、パワーステージ、パワーステーション、たかぎし製作所、ライズ・アップ、遊写、BUDDY、BAX、Google
- 美術協力：思巧堂
- 編成：石田誠（朝日放送〈当時〉）、石橋義史・横田瑠衣（朝日放送テレビ）
- 番組宣伝：朝比奈紀子（朝日放送テレビ）
- PR：衣川淳子・山中奈奈美（朝日放送テレビ）
- FD：稲子太輔（クラッチ.→キューマン）、押切星也（クラッチ.）
- AD：國友千愛、寺田優子、中林美里、川野郁弥(哉)、大窄勇輝、川内優介、西村俊一郎、田中詩音、永岡万寿美（一歩本舗）、小谷真由（ウォークオン）、永廣あかね
- AP：鈴木美絵（SMITE PICTURES）
- ディレクター：白石和也・土井長慶宗・中田陽子・近藤祐子（共に朝日放送〈当時〉）、矢内達也・近藤武尊・好川狩夢・藤本能範・中川翔子・石田琢真・比屋根り子・里森公彦（共に朝日放送テレビ）、松本繁男（クラッチ.）、佐伯圭右（ハレバレ）、倉本朝治（遊写）、松本剛樹（BUDDY）、高岸丈朗（たかぎし製作所）、光岡麦（BAX）
- チーフディレクター：佐藤将太（朝日放送テレビ）
- 演出：芝聡（朝日放送〈当時〉）、砂野信（AZITO）
- プロデューサー：熊田容子・小川隆弘・西尾理志（共に朝日放送〈当時〉）、竹島和彦・上野晴弘・矢野政臣（矢野→以前はディレクター►演出）・矢島大介・山田拓（山田拓→朝日放送〈当時〉はディレクター►一時離脱►復帰）（共に朝日放送テレビ）

## 放送時間
- 土曜 9:30 - 11:00 ／ 2014年4月5日 -

### ネット局
全編ローカルセールス枠のため、朝日放送テレビ以外の同時ネット局であっても、編成の都合により時差ネットあるいは放送休止の場合もある。また、時差ネット局でも同時ネットまたは放送休止の場合もある。

#### 現在
| 放送対象地域 | 放送局                   | 系列           | 放送曜日・時間     | 放送開始日     | ネット状況         | 備考                       |
| ------------ | ------------------------ | -------------- | ------------------ | -------------- | ------------------ | -------------------------- |
| 近畿広域圏   | 朝日放送テレビ           | テレビ朝日系列 | 土曜 9:30 - 11:00  | 2014年4月5日   | 制作局             | [ 注 2 ]                   |
| 石川県       | 北陸朝日放送             | テレビ朝日系列 | 土曜 9:30 - 11:00  | 2016年4月2日   | 同時ネット         | [ 注 28 ]                  |
| 中京広域圏   | 名古屋テレビ（メ～テレ） | テレビ朝日系列 | 土曜 9:30 - 11:00  | 2016年4月9日   | 同時ネット         | [ 注 29 ]                  |
| 熊本県       | 熊本朝日放送             | テレビ朝日系列 | 土曜 9:30 - 11:00  | 2022年10月1日  | 同時ネット         | [ 注 30 ]                  |
| 長崎県       | 長崎文化放送             | テレビ朝日系列 | 土曜 12:00 - 13:30 | 2024年10月26日 | 2時間30分遅れ      |                            |
| 福岡県       | 九州朝日放送             | テレビ朝日系列 | 土曜 13:00 - 14:30 | 2025年4月12日  | 3時間30分遅れ      | [ 注 31 ]                  |
| 広島県       | 広島ホームテレビ         | テレビ朝日系列 | 土曜 14:00 - 15:30 | 2024年7月6日   | 4時間30分遅れ      | [ 20 ] [ 注 32 ]           |
| 北海道       | 北海道テレビ             | テレビ朝日系列 | 土曜 14:55 - 16:25 | 2023年10月28日 | 5時間25分遅れ      | [ 21 ] [ 注 33 ] [ 注 34 ] |
| 静岡県       | 静岡朝日テレビ           | テレビ朝日系列 | 日曜 10:00 - 11:30 | 2025年4月13日  | 1日と30分遅れ      | [ 注 35 ]                  |
| 山口県       | 山口朝日放送             | テレビ朝日系列 | 日曜 13:55 - 15:25 | 2024年10月6日  | 1日と4時間25分遅れ | [ 注 36 ]                  |

#### 過去
| 放送対象地域 | 放送局       | 系列           | 放送曜日・時間      | 放送期間                      | ネット状況 | 備考 |
| ------------ | ------------ | -------------- | ------------------- | ----------------------------- | ---------- | ---- |
| 大分県       | 大分朝日放送 | テレビ朝日系列 | 土曜日 9:30 - 11:00 | 2019年4月6日 - 2020年12月26日 | 同時ネット |      |

#### 単発放送
- 2021年10月9日、ネット局ではないキー局・テレビ朝日[注 37][注 38]（関東広域圏）での『朝だ!生です旅サラダ』放送中（午前8時11分頃）に本番組の番宣CMが関東地区にもそのまま流れる放送事故があった。なお、他のネット局には影響はなかった。

### 特別編成での対応
- 制作局である朝日放送テレビは、毎年8月に開催される全国高校野球選手権大会中継[注 39]期間中は放送休止。なお、2016年の第98回大会以降の全国高校野球選手権大会中継期間中に制作局で放送休止となる場合、制作局以外のネット局では自主編成を行う。
  - なお、2020年に開催予定だった第102回大会が新型コロナウイルスによる感染拡大防止策に伴い大会中止が決定しており、朝日放送テレビの番組編成については通常番組編成にシフトする事で決定していたが[22]、第92回選抜高等学校野球大会の代替試合[注 40]である2020年甲子園高校野球交流試合を2020年8月10日から6日間、同局で中継する事が決定[23]。そのため、8月15日は例年通り放送休止[注 41]であったが、初めて8月後半に当該番組が編成された。なお、同日は制作局以外では同様の措置を講じた。
- 上記の高校野球および年末年始以外での放送休止および放送時間の変更は以下の通り。
  - 2014年6月4日は『サッカー親善試合・日本対ザンビア』（テレビ朝日制作、8:00 - 10:30）・『2014 FIFAワールドカップ 開幕直前ブラジルガイド!』（テレビ朝日制作、10:30 - 12:25）のため、放送休止。
  - 2014年6月21日は『2014 FIFAワールドカップ ウィークリー』（テレビ朝日制作、9:00 - 11:15）のため、放送休止。
  - 2016年4月16日は、当日未明に発生した平成28年熊本地震（本震）に関する『ANN報道特別番組 熊本県で震度6強』[注 42]（テレビ朝日制作）のため、全局で放送休止。
  - 2017年10月7日は『世界体操カナダ2017 女子個人総合決勝』中継（テレビ朝日制作、10:30 - 11:50）のため、10:30までの短縮版を放送[注 43]。
  - 2018年2月10日は『平昌オリンピック2018 開会式ハイライト』（テレビ朝日制作、8:00 - 10:00）のため、10:00からの短縮版を放送。
  - 2018年2月17日は『平昌オリンピック2018 カーリング女子予選 日本×中国』（テレビ朝日制作、8:54 - 12:15）のため、放送休止。
  - 2018年2月24日は『LIFE〜夢のカタチ〜』（9:30 - 10:00、通常より90分前倒し。制作局以外のネット局では各局別編成）・『平昌オリンピック2018 スノーボード 男子ビッグエア決勝』（テレビ朝日制作、10:00 - 11:50）のため、放送休止。
  - 2021年7月24日・31日[注 44]は『東京オリンピック』（テレビ朝日制作）のため、放送休止。
  - 2022年2月5日は『北京オリンピック開会式ハイライト』（テレビ朝日制作、8:00 - 9:55）のため、9:55からの短縮版を放送。
  - 2022年2月12日は『朝だ!生です旅サラダ』（8:00 - 10:00、通常より30分拡大）・『北京オリンピック2022 カーリング 女子予選リーグ 日本✕デンマーク」（テレビ朝日制作、10:00 - 13:10）のため、放送休止。
  - 2024年7月27日は『パリオリンピック開会式スペシャル』（テレビ朝日制作、8:00 - 11:00）のため、放送休止。

## スペシャル
いずれも通常放送の枠を後拡大して放送している。毎年年末（基本的に12月第3週）に放送放送するが、年末以外にも2025年年初などイレギュラーで放送枠を拡大したスペシャル版を放送することもある。
毎年年末は恒例で、「今世界で最もヤバい国」というテーマで世界情勢に精通するゲストコメンテーターにプレゼンしてもらい、その内容を受けてパネリストが最も点数をつけたコメンテーターに対し、番組特製『金のマフラー』を贈呈している。
- 2015年7月4日、「日本に迫る“最悪のシナリオ”」2時間スペシャル」

出演者：東野、斉藤、藤井、宮崎、岡田、石平、朴、高橋、高橋、桧山、駒井、ほんこん、海原ともこ、 ゲスト：鳥越俊太郎、上西小百合
- 2015年12月26日、『教えて!ニュースライブ 正義のミカタ【2016年どうなる?日本の大迷惑SP】』3時間15分（9:30 - 11:45[注 45]、12:00 - 13:00[注 46]）

出演者：東野、乾、藤井、宮崎、岡田、石平、朴、辺、高、高橋、豊島、伊藤、高橋、桧山、駒井、東、ほんこん、海原ともこ、ジャニーズWEST（中間・濱田）、ゲスト：鳥越
- 2016年12月24日、『教えて!ニュースライブ 正義のミカタ 世界“お騒がせ王”決定戦2016』3時間15分（9:30 - 11:45[注 45][注 47]、12:00 - 13:00）
- 2017年12月23日、『教えて!ニュースライブ 正義のミカタ これを言わずに年が越せるか!専門家の“隠し玉”大放出SP』3時間15分（9:30 - 11:45[注 45][注 47]、12:00 - 13:00）

出演者：東野、加藤、藤井、宮崎、高橋洋一、石平、小原、朴、辺、高橋和夫、堀田、桧山、駒井、田山、ほんこん、海原ともこ、中間、 ゲスト：舛添要一
- 2018年12月22日、『教えて!ニュースライブ 正義のミカタ 平成最後のニュース祭り！万国“危ない”博覧会SP』3時間15分（9:30 - 11:45[注 45][注 47]、12:00 - 13:00）

出演者：東野、加藤、藤井、宮崎、高橋洋一、モーリー、石平、福島、小原、朴、辺、高橋和夫、田山、ほんこん、海原ともこ、桧山、中間
- 2019年12月21日、『教えて!ニュースライブ 正義のミカタ ミカタオールスターズがタブーにトライ!? 世界ワールい度カップ2019SP』3時間15分（9:30 - 11:45[注 45][注 47]、12:00 - 13:00）

出演者：東野、加藤、藤井、宮崎、高橋洋一、石平、朴、辺、中村、泉、安田峰俊、山田敏弘、ソーブル、高橋和夫、武井、ほんこん、海原ともこ、桧山、中間
- 2020年12月26日、『教えて!ニュースライブ 正義のミカタ 渡る世界は“鬼”ばかり キツメのヤバイGP2020[24]』3時間15分（9:30 - 11:45[注 45][注 47]、12:00 - 13:00[注 48]）

出演者：東野、加藤、藤井、宮崎、高橋洋一、ソーブル、近藤、中村、高橋和夫、木村、小原、朴、辺、ゆきぽよ、ほんこん、海原ともこ、桧山、中間
- 2021年12月25日、『教えて!ニュースライブ 正義のミカタ “国ガチャ”大ハズレ!? 2022年も日本はベリークルシミマスSP!』3時間15分（9:30 - 11:45[注 45][注 47][注 33]、12:00 - 13:00[注 33]）

出演者：東野、加藤、藤井、高橋洋一、前嶋和弘、近藤、石平、中村、高橋和夫、宮沢孝幸、木村もりよ、朴、辺、山田敏弘、ほんこん、海原ともこ、中間、ウルフ・アロン、王林
- 2022年12月24日、『教えて!ニュースライブ 正義のミカタ わ～るいどカップ2022 ミカタオールスターズが語ーるSP!』3時間15分（9:30 - 11:45[注 45][注 47][注 33]、12:00 - 13:00[注 33]）

出演者：東野、加藤、藤井、高橋洋一、近藤、中村、石平、朴、辺、山田、西田亮介、高橋和夫、前嶋、ほんこん、海原ともこ、中間、ナジャ・グランディーバ、坂下千里子
- 2023年12月23日、『教えて!ニュースライブ 正義のミカタ お先お暗いマックス!2023 世界一ヤバい"アレ"な国決定SP!』3時間15分（9:30 - 11:45[注 45][注 47][注 33]、12:00 - 13:00[注 33]）

出演者：東野、加藤、藤井、高橋洋一、中村、近藤、石平、高橋和夫、辺、前嶋、森永康平、黒井文太郎、ほんこん、海原ともこ、中間、紫吹淳、豊崎由里絵
- 2024年12月21日、『教えて!ニュースライブ 正義のミカタ “もうええでしょう”“ギリギリ”な国大集合！世界“ふてほど”No.1グランプリ2024』3時間15分（9:30 - 11:45[注 45][注 47]、12:00 - 13:00）

出演者：東野、加藤、藤井、髙橋洋一、青山和弘、近藤、小泉、前嶋、山田、福島、高橋和夫、辺、玉木雄一郎、ほんこん、海原ともこ、中間、泉谷しげる、王林
- 2025年1月4日、『正義のミカタ！お正月特別編！ 日本が抱えるヘビ～な2025年問題SP！（8:00 - 11:00）

出演者：東野、加藤、藤井、髙橋洋一、木村、市川衛、山上信吾、堤未果、石田雅彦、ほんこん、海原ともこ、中間、ゆうちゃみ、ゆいちゃみ

## 放送倫理・番組向上機構での紛争
- 2015年10月16日、レギュラー出演している藤井が番組制作の過程で、使用するフリップ文面を、大阪ダブル選挙（2015年大阪府知事選挙、2015年大阪市長選挙）で反維新陣営が有利となるよう作り替えさせた旨の記載した私信電子メールを大阪維新の会が入手し公式サイト上で公開し、政治的公平を欠くとしてBPOに審議を申し立てた[25]。藤井は翌日の放送分からの出演を一時見合わせた[注 49]）[注 50]。
- 2015年10月24日放送分にて、「辺野古埋め立て承認を取り消し 沖縄の民意は本当に反対?」とタイトルで沖縄県名護市のキャンプ・シュワブの滑走増設工事を扱ったパートで、経済学博士で評論家の篠原章が出演し、「移設反対が沖縄県民の民意の総意では無く、辺野古区民の7割（中立も含めて8割）は移設には大賛成」、「辺野古の反対運動の活動家は2/3は本州から来ている」、「反対運動が激化すると、沖縄振興予算が増えて、当時の翁長雄志沖縄県知事も望んでいる」、「那覇市長時代の移設賛成派から鞍替えし、日本共産党の顔を立てて知事選に出馬した」と発言した。この内容に対し、市民運動活動家である奈良―沖縄連帯委員会代表の崎浜盛喜は、番組の内容で翁長知事や沖縄県民を差別、愚弄する発言があり、事実をねじ曲げたばかりか意図的に捏造し、差別に満ちたヘイトスピーチそのものだと主張し、2016年1月13日付でBPOの放送人権委員会へ申し立てた[26] が、審理、審議ともに行われなかった。